# 安德森鎮區 (印第安納州麥迪遜縣)
安德森鎮區（英語：Anderson Township）是位於美國印第安納州麥迪遜縣的一個行政鎮區。

## 地方資料
根據2010年美國人口普查的數據，安德森鎮區的面積為96.50平方千米，當中陸地面積為96.20平方千米，而水域面積為0.30平方千米。當地共有人口56436人，而人口密度為每平方千米584.83人。